# Sorbus helenae
Sorbus helenae är en rosväxtart som beskrevs av Emil Bernhard Koehne. Sorbus helenae ingår i släktet oxlar, och familjen rosväxter. Utöver nominatformen finns också underarten S. h. argutiserrata.